# The Club (Lied)
The Club (engl. für: „Der Klub“) ist ein Lied der südkoreanischen Band The Grace. Es ist die insgesamt zweite japanische und koreanische Single. Die Single wurde in Südkorea unter koreanischer Sprache veröffentlicht und in Japan unter japanischer Sprache. Als B-Side Track sang Gruppenmitglied Stephanie ihren Song What U Want (dt. „Was du willst“), ebenfalls jeweils in japanischer und koreanischer Sprache.

## Produktion und Informationen

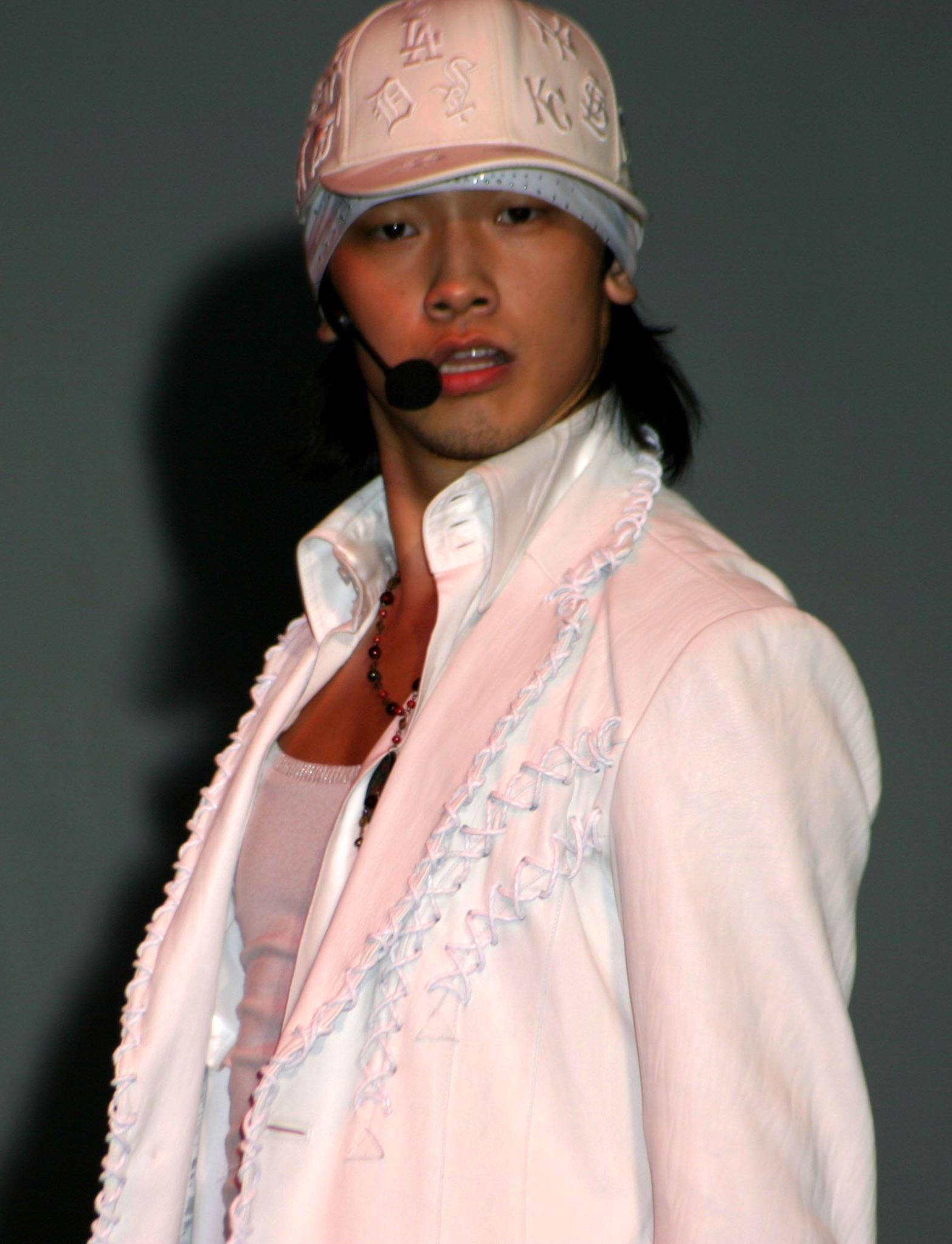
Rain als Begleiter in der koreanischen Version.

Der koreanische Text wurde von Yun Hyo Sung geschrieben, der japanische Text von Hiji Yoko. Die Musik wurde von Marcus Coleman und Lori Barth produziert. Die Single wurde in Südkorea unter der Plattenfirma S.M. Entertainment veröffentlicht, in Japan unter Rhythm Zone und in anderen asiatischen Ländern unter Avex Asia.
Außerdem ist das offizielle koreanische Lied ein Featuring mit dem erfolgreichen koreanischen Sänger Rain. Die japanische Version mit dem japanischen Sänger Seamo. Beide Musiker rappen in dem Lied.

## Titelliste

### Koreanische Single
| #  | Titel                       | Länge |
| -- | --------------------------- | ----- |
| 1. | The Club feat. Rain         | 3:39  |
| 2. | What U Want feat. Stephanie | 4:57  |
| 3. | The Club (Instrumental)     | 3:39  |
| 4. | What U Want (Instrumental)  | 4:55  |

### Japanische Versionen
CD (Katalognummer: RZCD-45333)
| #  | Titel                       | Länge |
| -- | --------------------------- | ----- |
| 1. | The Club feat. Seamo        | 3:41  |
| 2. | What U Want feat. Stephanie | 4:57  |
| 3. | The Club (Instrumental)     | 3:41  |
| 4. | What U Want (Instrumental)  | 4:55  |

DVD (Katalognummer: RZCD-45332/B)
| #  | Titel                | Anmerkung  |
| -- | -------------------- | ---------- |
| 1. | The Club feat. Seamo | Musikvideo |
| 2. | Off Shot & Making    | Making of  |

## Verkaufszahlen und Charts
Die koreanische Version platzierte auf Platz 26 der koreanischen Charts und verkaufte sich 3000 Mal. Die japanische Version landete auf Platz 131 der Oricon-Charts und hielt sich mit 816 Verkäufen eine Woche in den Charts. Für die Single wurde keine Werbung in Japan gemacht.